# Stripbeurs
Een stripbeurs is een georganiseerde boekenmarkt waar de uitwisseling en verkoop van stripboeken centraal staat. Particulieren, handelaren en antiquariaten bieden hierop doorgaans zowel nieuwe als tweedehands stripboeken aan. Grote uitgeverijen vertonen op een stripbeurs vaak hun nieuwe titels.
De stripbeurs is een vast onderdeel van een stripfestival. Het verscheen in de Lage Landen gelijktijdig met de komst van de eerste stripfestivals aan het einde van de zeventiger jaren. De eerste stripbeurs in België was in 1979 en was op de eerste editie van het Stripgids Festival in Turnhout. De eerste stripbeurs in Nederland was in 1980 toen de Stripdagen voor het eerst georganiseerd werden.